# ジャパニング

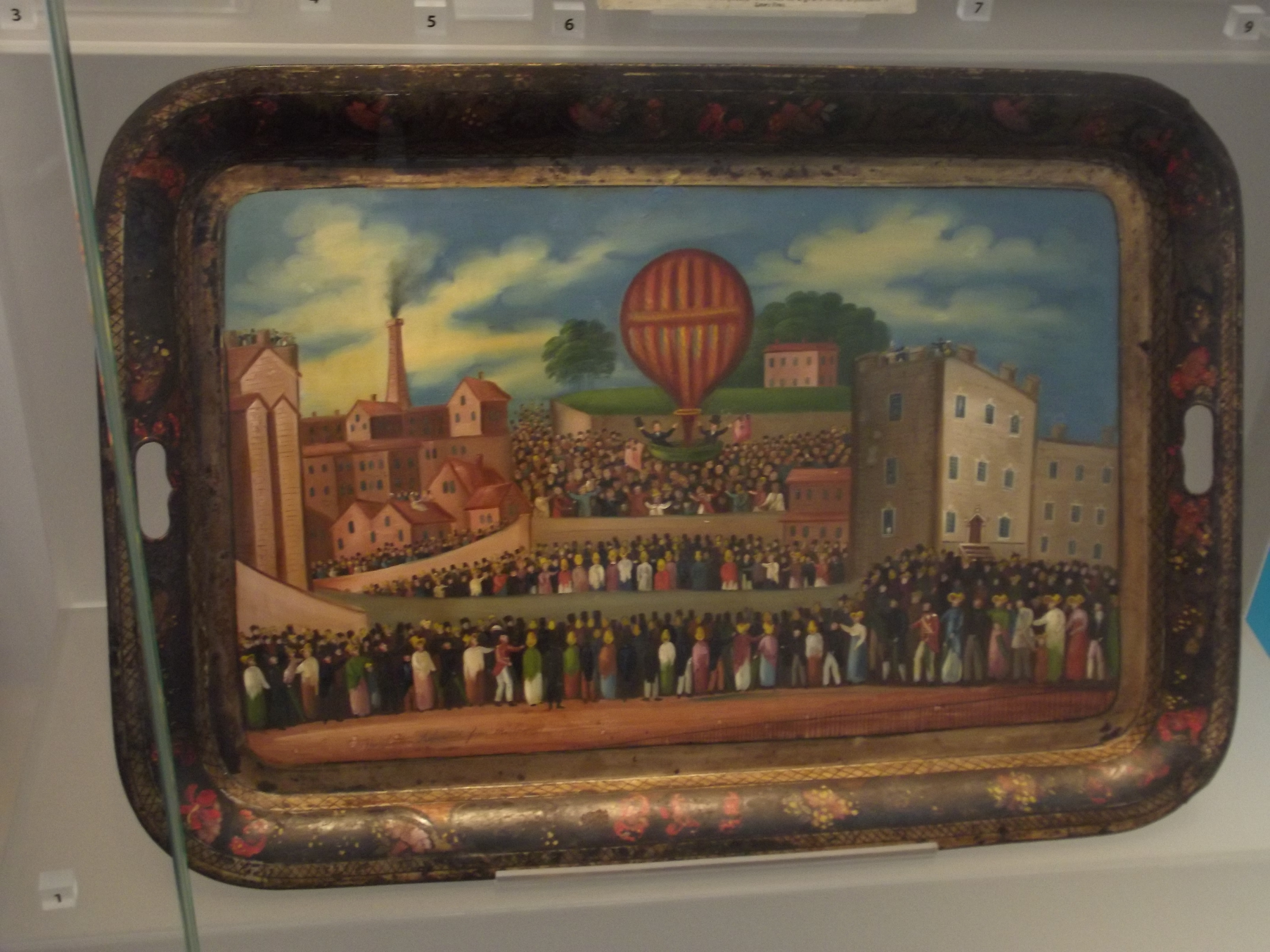
ジャパニングされた茶盆（ひどく使い古されている）。

ジャパニング（英: Japanning）は、アジアの漆器の欧州での模倣品に起源を持つ仕上げの一種である。
最初は家具に使われたが、後には金属製の小物によく利用された。この単語は17世紀に生まれた。
しばしばラッカーと呼ばれるものの、ジャパニングは東アジアの真のラッカー（漆器）とは異なる。東アジアの漆器はウルシ（Toxicodendron vernicifluum）の木の乾燥樹液を基にした調合液で物を表面塗装することで作られるが、この木は欧州にはなかった。欧州では漆の代わりに、ワニス、シェラックなどを使った新しい技法を編み出した。

## ジャパン塗装（Japanned）
ジャパニングはほとんどの場合黒色の「ラッカー」で、ほとんどエナメル塗料に近い。黒色が一般的であり、ジャパニングは黒色ジャパニングと同義であるとしばしば考えられる。この欧州の技術はシェラックに似た樹脂を主成分とするワニスを用いる。これを加熱乾燥した層に適用し次に磨くことで滑らかで光沢のある仕上げとなる。黒以外にも赤や緑、青の仕上げも可能である。
陶磁器のための化粧塗料としてインド、中国、日本で生まれた漆器は17世紀までに欧州に伝わった。17世紀末、高品質の漆器が輸出されなくなるとの欧州上流階級での噂からイタリアでの生産が始まった。その伝統的な様式は黒の基調色と金色の意匠と絵を用いた。

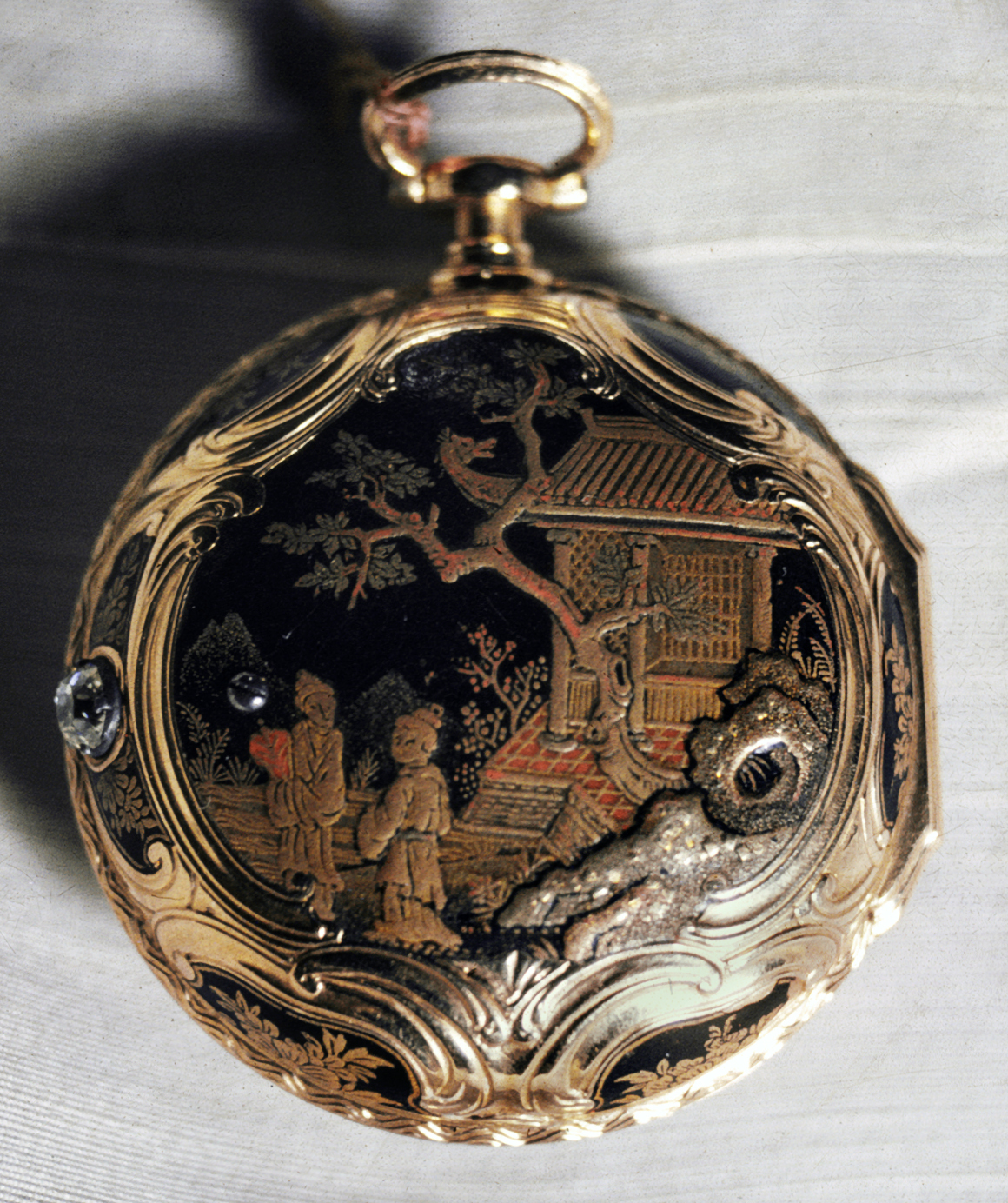
ジャパン塗装がされた18世紀の懐中時計

## 欧州での発展
ジャパン塗装されたものの需要が高まるにつれ、アジアの漆器を模倣するイタリアの技術も広まった。ジャパニングの技は17世紀のイギリス、フランス、イタリア、北海沿岸の低地帯諸国で発展した。この技術は1688年にオックスフォードで出版されたStalkerとParkerの『Treatise of Japanning and Varnishing（ジャパニングとワニスの技法論）』といったマニュアルに記載された。植民地時代のボストンはアメリカにおけるジャパニング取引の主要拠点であった。ここでは、少なくとも1ダースの木製家具製造業者がジャパン塗装された物品を自分達の専門品に含めていた。イングランドでは、デコパージュ（紙切り細工で他の品物を装飾する技法）、特に植物から着想を得たメアリー・ディレイニーの作品が非常に人気となった。

### ウルヴァーハンプトンとブリストン

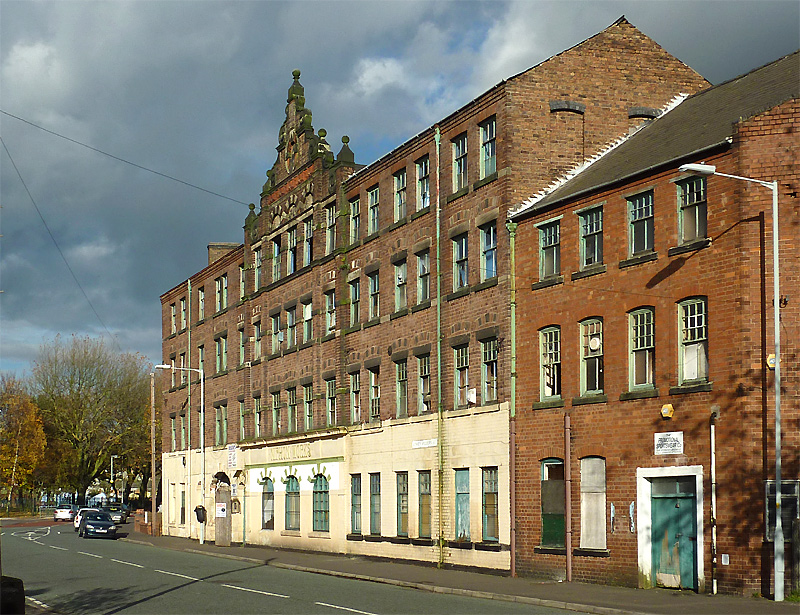
ウルヴァーハンプトンで1865年に建てられた「Robert Stroud & C」社の「Niphon Works」工場

ウルヴァーハンプトンとブリストンはジャパン塗装された品の製造の重要な中心地であった。1818年の商工名鑑はウルヴァーハンプトンで20、ブリストンで15のジャパニング工房を掲載している。1866年に出版されたサミュエル・ティミンズの本『Birmingham and the Midland Hardware District（バーミンガムとミッドランドの金物地区）』によれば、当時ウルヴァーハンプトンとブリストンでは2000人がジャパニングとブリキ産業で雇用されていた。ジャパニング会社は、経営者の自宅に隣接した小規模の家族経営工場から250人を超える従業員を雇用する大規模な工場まで規模はさまざまであった。大きな工場では、ブリキやパピエ・マシェの生産、ジャパニング工程は全て一つの屋根の下で行われていたのに対して、小さな作業場では1つあついは2つの商品の取引だけ（大抵ブリキとジャパニング）を行う傾向にあった。

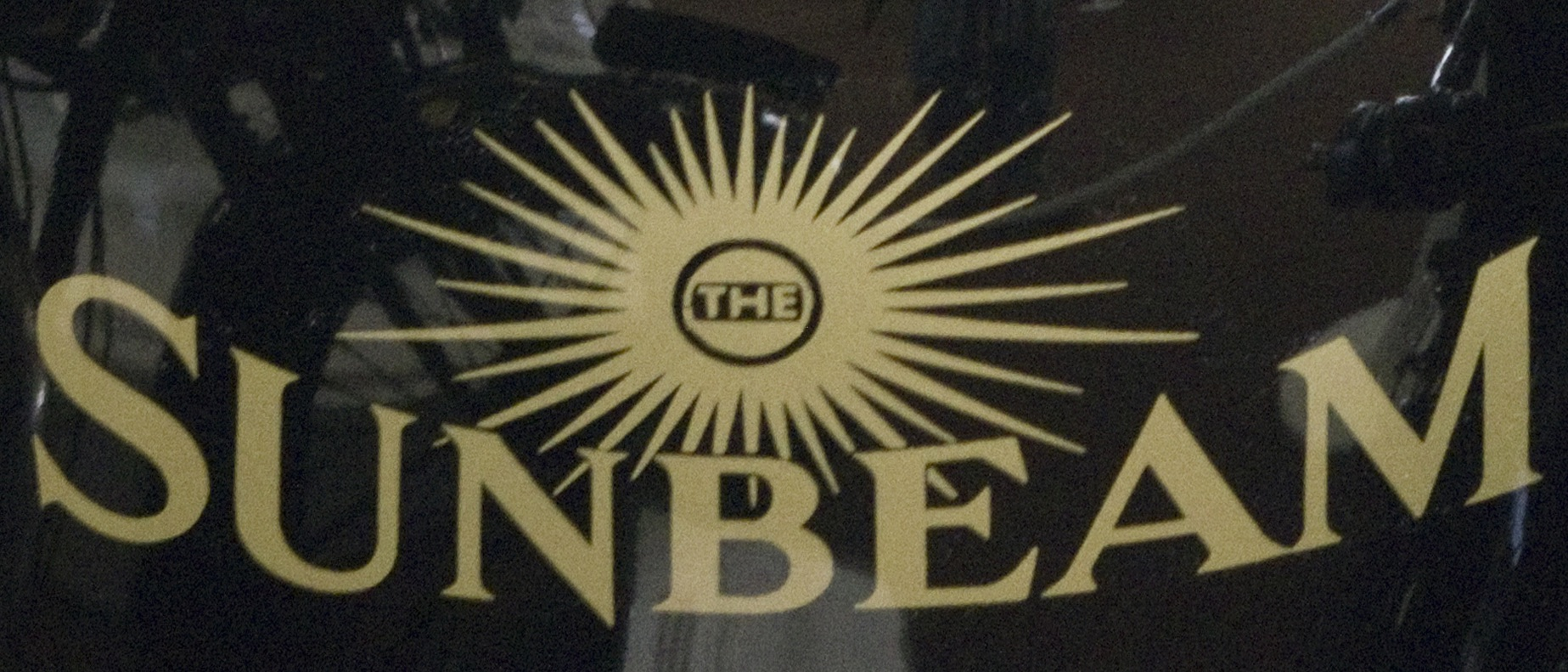

その人気の高さから、豪華に装飾されたジャパン塗装製品は全て中産階級の家庭で見られるようになったが、19世紀中頃は変化が始まった。1880年代までに、ジャパニングとブリキ産業は下り坂となった。これは部分的にはファッションと好みの変化、部分的には電気めっきの発展が原因であった。それに応じて、ジャパン塗装製品の製造業者はより実用的な品物（ジャパン塗装された現金箱など）に注力し始めた。多くの業者は、エナメル加工、電気めっき、銅および真鍮製石炭バケツ、ファイアースクリーン、やかんなど他の業種に転向した。1920年代までに、ウェスト・ミッドランズの装飾ジャパン塗装製品産業はほとんど廃れた。多くの会社は新たに確立した自転車や自動車産業へジャパン塗装された金属の供給を始め、一部の会社は自分達で自転車の製造の行った。これらの中で最も成功を収めたのがジョン・マーストンであった。マーストンのジャパニング工場は1887年に自転車の製造を始めた。会社の自転車製造部門は装飾ジャパン塗装製品よりもすぐにより成功を収めた。マーストンの妻は黒いジャパン塗装自転車の金装飾が太陽光線のように見えると考え、自転車は「Sunbeam」というブランド名が付けられ、工場はサンビームランド（Sunbeamland）と命名された。

## ジャパン塗装金属
金物類は装飾的な理由で黒色にジャパン塗装された。また、水を運ぶのに適するように金物類のさび止めのためにも使われた。ポンティプールとアースクでは、ブリキ産業が始まる少し前に、大きなジャパニング産業が発展した。ジャパン塗装製品は1719年までにブリストンで、その後この地域のいたるところで作られるようになった。

## 応用
19世紀と20世紀、このラッカー技術はデコパージュの手芸へと発展した。デコパージュは家具ではなく、箱や化粧品の入れ物に焦点を絞っている。
ジャパニング技術はミシンや平かんな、建築業者の金属製品、 また北米では1930年代中頃より前に作られた電力量計といった金属製品を保護するためにも発展した。その後、変圧器のラミネーション上の絶縁膜としても使われた。また、鉄板写真処理のための基材としても使われた。

## 推薦文献
- Eerdmans, Emily (2006). “The International Court Style: William & Mary and Queen Anne: 1689-1714, The Call of the Orient”. Classic English Design and Antiques: Period Styles and Furniture; The Hyde Park Antiques Collection. New York: Rizzoli International Publications. pp. 22–25. ISBN 978-0-8478-2863-0